# بای جی
بای جی (انگلیسی: Bai Jie؛ زادهٔ ۲۸ مارس ۱۹۷۲) بازیکن فوتبال اهل چین است.
از باشگاه‌هایی که در آن بازی کرده‌است می‌توان به واشینگتن فریدام اشاره کرد.
وی همچنین در تیم ملی فوتبال زنان چین بازی کرده‌است.